# Väddö
Väddö is een Zweeds eiland in de Oostzee in Uppland. Het behoort bij de gemeente Norrtälje. Samen met het aangesloten Björkö wordt het beschouwd als het op zes na grootste eiland van Zweden.

## Geografie
Väddö is door het Väddökanaal gescheiden van het Zweedse vasteland. De grootste plaats is Älmsta, gevolgd door het noordelijke havenplaatsje Grisslehamn en Tomta. 

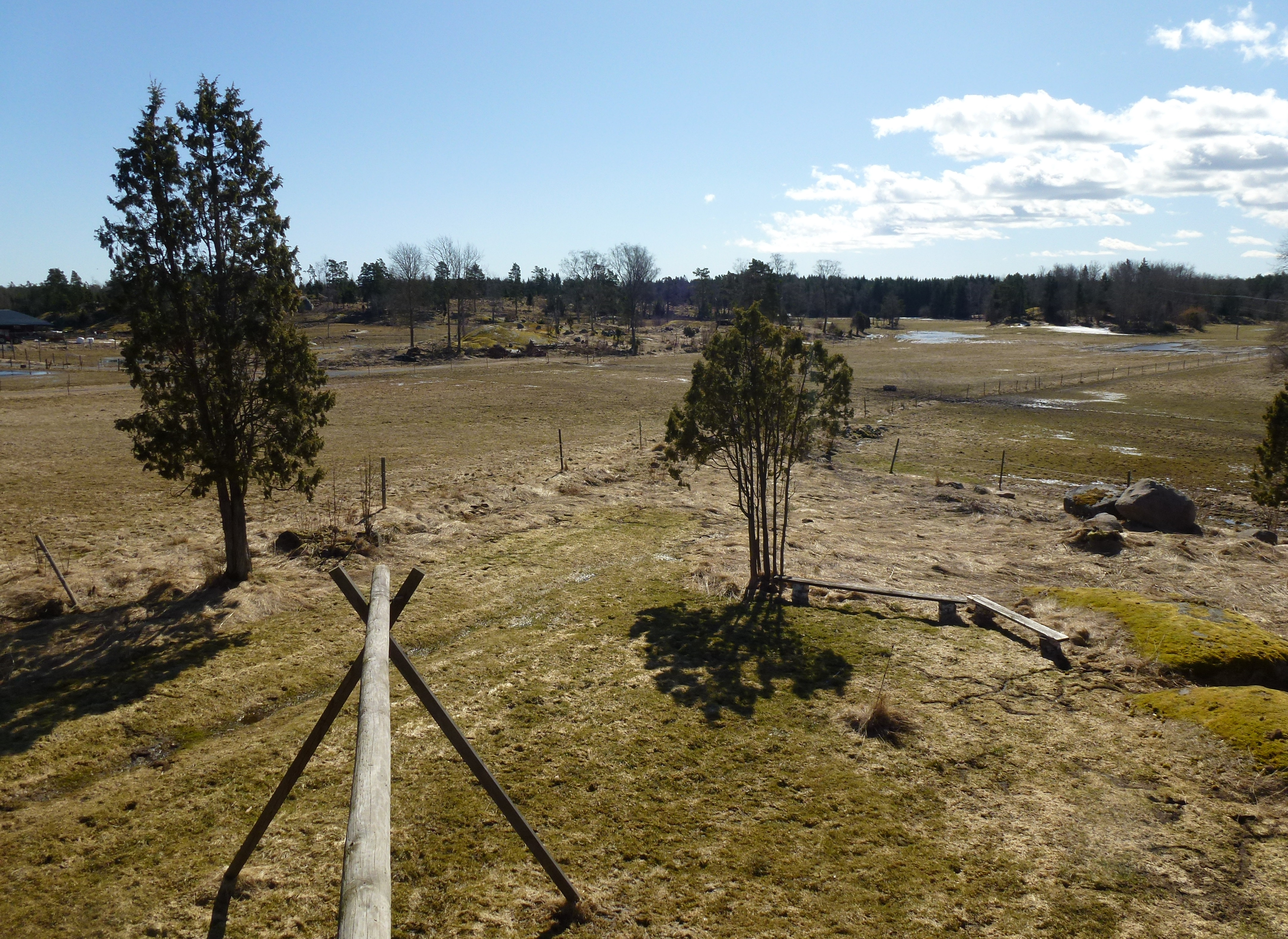
Landschap op Väddö
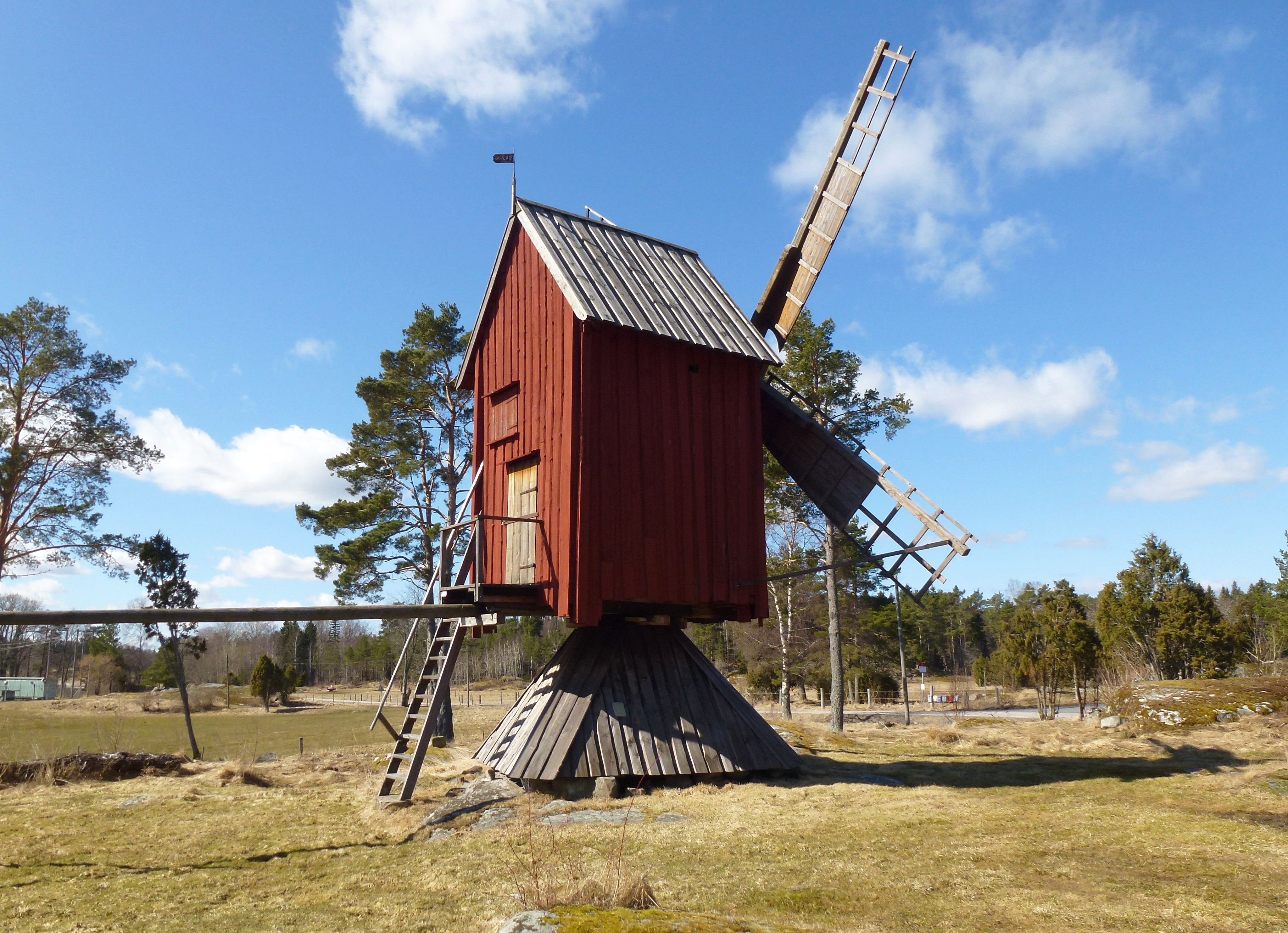
De Marum windmolen op Väddö